# Чжао Шень
Чжао Шень (спрощ.: 赵眘; кит. трад.: 趙眘; піньїнь: Zhào Shèn), храмове ім'я Сяоцзун (кит.: 孝宗; піньїнь: Xiàozōng; 27 листопада 1127 —28 червня 1194) — одинадцятий імператор династії Сун.

## Життєпис

### Молоді роки
Походив з імператорського роду Чжао. Був сином Чжао Цзічена, князя Сюй. Після нападів чжурчженів разом із батьком втік на південь. 1133 року номінально був призначений командувати військами Гуйчжоу. 1142 року отримав титул князя Пуаня. 1160 року отримав титулу князя Ван. 1162 року імператор Ґаоцзун всиновив його (єдиний син останнього помер молодим) та оголосив спадкоємцем трону. Того ж року Ґаоцзун зрікся престолу, а новим імператором став Чжао Шень.

### Правління
Спочатку новий імператор відновив на своїх посадах і в титулах військовиків, які занали переслідувань за колишнього імператора. 1163 року він розпочав військову кампанію проти держави Цзінь. Утім північний похід сунської армії зазнав невдачі. Зрештою 1165 року було укладено нову угоду із чжурчженями, відповідно до якої Сун визнавала себе васалом Цзінь, однак щорічна данина зменьшувалась до 202 тисяч унцій срібла, й Сун отримала міста Хайчжоу, Шічжоу, Денчжоу, Ціньчжоу й Шанчжоу.
В подальшому імператор відмовився від активної зовнішньої політики, зосередивши увагу на внітршніх справах. Задля поліпшення економічного стану селян 1167 року за наказом імператора їм було надано змогу отримувати державні позики під низький відсоток. Проте Сяоцзун не довго займався реформаторством. З часом він все більше поринав у розваги, цікавився літературою й мистецтвом. При цьому вплив на нього отримала група євнухів, які власне керували державою. Внаслідок цього посились хабарництво та зловживання.
1187 року Чжао Шень був приголомшений смертю колишнього імператора Ґаоцзуна. Вже за два роки, 18 лютого 1189, він зрікся влади на користь свого сина Чжао Дуня.

### Останні роки
До кінця життя Чжао Шень перебував у смутку, не цікавився справами, багато часу приділяв відвідуванню буддійських храмів, намагався вести відлюдницьке життя. Помер 28 червня 1194 року.